# Am Sack
Am Sack è un comune del Ciad situato nel dipartimento di Batha Orientale, provincia di Batha.